# Japan Women's Open
Japan Women's Open — професійний жіночий тенісний турнір міжнародної категорії. Він став спадкоємцем турніру Japan Open, що до 2008 року проводився як для чоловіків так і для жінок.  
Між 2009 та 2014 турнір проводився в Осаці, а з 2015 року турнір проходить на хардових кортах в Токіо. Це другий японський турнір WTA сезону; перший — Toray Pan Pacific Open з двомільйонним призовим фондом. 

## Фінали

### Одиночний розряд
| Місце    | Рік  | Чемпіонка                                             | Фіналістка                                            | Рахунок                                               |
| -------- | ---- | ----------------------------------------------------- | ----------------------------------------------------- | ----------------------------------------------------- |
| Осака    | 2024 | Сюзан Ламенс                                          | Кімберлі Біррелл                                      | 6–0, 6–4                                              |
| Осака    | 2023 | Ешлін Крюгер                                          | Чжу Лінь                                              | 6–3, 7–6(8–6)                                         |
| 2022     | 2022 | Не проводився (через фінансову кризу)                 | Не проводився (через фінансову кризу)                 | Не проводився (через фінансову кризу)                 |
| 2021     | 2021 | Не проводився (через пандемію коронавірусної хвороби) | Не проводився (через пандемію коронавірусної хвороби) | Не проводився (через пандемію коронавірусної хвороби) |
| 2020     |      | Не проводився (через пандемію коронавірусної хвороби) | Не проводився (через пандемію коронавірусної хвороби) | Не проводився (через пандемію коронавірусної хвороби) |
| Хіросіма | 2019 | Нао Хібіно                                            | Дой Місакі                                            | 6–3, 6–2                                              |
| Хіросіма | 2018 | Сє Шувей                                              | Аманда Анісімова                                      | 6–2, 6–2                                              |
| Токіо    | 2017 | Заріна Діяс                                           | Като Мію                                              | 6–2, 6–4                                              |
| Токіо    | 2016 | Крістіна Макгейл                                      | Катержина Сінякова                                    | 3–6, 6–4, 6–4                                         |
| Токіо    | 2015 | Яніна Вікмаєр                                         | Магда Лінетт                                          | 4–6, 6–3, 6–3                                         |
| Осака    | 2014 | Саманта Стосур (3)                                    | Заріна Діяс                                           | 7–6(9–7), 6–3                                         |
| Осака    | 2013 | Саманта Стосур (2)                                    | Ежені Бушар                                           | 3–6, 7–5, 6–2                                         |
| Осака    | 2012 | Гезер Вотсон                                          | Чжан Кайчжень                                         | 7–5, 5–7, 7–6(7–4)                                    |
| Осака    | 2011 | Маріон Бартолі                                        | Саманта Стосур                                        | 6–3, 6–1                                              |
| Осака    | 2010 | Тамарін Танасугарн                                    | Кіміко Дате-Крумм                                     | 7–5, 6–7(7–4), 6–1                                    |
| Осака    | 2009 | Саманта Стосур                                        | Франческа Ск'явоне                                    | 7–5, 6–1                                              |

### Парний розряд
| Місце    | Рік  | Чемпіонки                                             | Фіналістки                                            | Рахунок                                               |
| -------- | ---- | ----------------------------------------------------- | ----------------------------------------------------- | ----------------------------------------------------- |
| Осака    | 2024 | Ена Сібахара Лаура Зігемунд                           | Крістіна Букша Моніка Нікулеску                       | 3–6, 6–2, [10–2]                                      |
| Осака    | 2023 | Анна-Лена Фрідзам Надія Кіченок                       | Ганна Калінська · Юлія Путінцева                      | 7–6(7–3), 6–3                                         |
| 2022     | 2022 | Не проводився (через фінансову кризу)                 | Не проводився (через фінансову кризу)                 | Не проводився (через фінансову кризу)                 |
| 2021     | 2021 | Не проводився (через пандемію коронавірусної хвороби) | Не проводився (через пандемію коронавірусної хвороби) | Не проводився (через пандемію коронавірусної хвороби) |
| 2020     |      | Не проводився (через пандемію коронавірусної хвороби) | Не проводився (через пандемію коронавірусної хвороби) | Не проводився (через пандемію коронавірусної хвороби) |
| Хіросіма | 2019 | Дой Місакі Нао Хібіно                                 | Крістіна Макгейл Валерія Савіних                      | 3–6, 6–4, [10–4]                                      |
| Хіросіма | 2018 | Ходзумі Ері Чжан Шуай (2)                             | Като Мію Ніномія Макото                               | 6–2, 6–4                                              |
| Токіо    | 2017 | Аояма Сюко (3) Ян Чжаосюань                           | Монік Адамчак Сторм Сендерс                           | 6–0, 2–6, [10–5]                                      |
| Токіо    | 2016 | Аояма Сюко Макото Ніномія                             | Джоселін Рей Анна Сміт                                | 6–3, 6–3                                              |
| Токіо    | 2015 | Чжань Хаоцін Чжань Юнжань                             | Дой Місакі Курумі Нара                                | 6–1, 6–2                                              |
| Осака    | 2014 | Аояма Сюко Рената Ворачова                            | Лара Арруабаррена Татьяна Марія                       | 6–1, 6–2                                              |
| Осака    | 2013 | Крістіна Младенович Флавія Пеннетта                   | Саманта Стосур Чжан Шуай                              | 6–4, 6–3                                              |
| Осака    | 2012 | Ракель Копс-Джонс Абігейл Спірс                       | Кіміко Дате-Крумм Гезер Вотсон                        | 6–1, 6–4                                              |
| Осака    | 2011 | Кіміко Дате-Крумм Чжан Шуай                           | Ваня Кінґ Ярослава Шведова                            | 7–5, 3–6, [11–9]                                      |
| Осака    | 2010 | Чжан Кайчжень Лілія Остерлог                          | Аояма Сюко Фудзівара Ріка                             | 6–0, 6–3                                              |
| Осака    | 2009 | Чжуан Чзяжун Ліза Реймонд                             | Шанелль Схеперс Абігейл Спірс                         | 6–2, 6–4                                              |